# Государственный академический русский хор имени А. В. Свешникова
Государственный академический русский хор имени А. В. Свешникова — российский музыкальный коллектив, основу репертуара которого составляют классические и современные произведения хоровой музыки.

## История коллектива

В середине 1930-х годов в советском государстве назрела необходимость в создании музыкальных коллективов всесоюзного значения. Так в один год были созданы Государственный симфонический оркестр и Государственный хор СССР.
29 апреля 1936 года был издан приказ Комитета по делам искусств при СНК СССР: «В целях развития пропаганды хоровой культуры, и особенно русской народной песни, и создания образцового хорового коллектива: Государственной филармонии приступить с 5 мая 1936 года к формированию Государственной хоровой капеллы в составе 150 человек».
Капеллу было поручено создать одному из самых авторитетных хоровых дирижёров своего времени, бывшему руководителю Московского синодального хора Николаю Михайловичу Данилину. Он провёл первый конкурсный набор артистов, в результате которого было принято 40 человек. В июне было решено объединить отобранных певцов с хоровой капеллой Всесоюзного радиокомитета (70 человек), организованной Александром Свешниковым в 1928 году, организовав в составе Государственной хоровой капеллы две бригады — одну под руководством Свешникова, вторую под руководством Данилина (сохранив за Данилиным общее художественное руководство и назначив Свешникова директором). Данилин, совмещавший работу в Госхоре с художественным руководством Ленинградской академической хоровой капеллой, в июле-августе был вынужден уехать в Ленинград, в результате чего Свешников с 1 сентября возглавил работу хоровой капеллы в Москве.
26 февраля 1937 года состоялся первый самостоятельный концерт Государственного хора, в котором исполнялись произведения Н. Римского-Корсакова, А. Даргомыжского, А. Аренского, В. Иванникова, обработки русских народных песен. Несмотря на горячий приём публики и доброжелательные отзывы, через несколько дней по решению Комитета по делам искусств произошла смена руководителей — Свешникова перевели в Ленинградскую капеллу, а Данилина — на Государственный хор, руководителем которого он оставался до мая 1939 года.
После ухода Данилина с мая 1939 года и до октября 1940 года обязанности художественного руководителя исполнял его помощник хормейстер Константин Виноградов.
С 1940 по 1980 год во главе Государственного хора СССР Александр Васильевич Свешников.
Данилиным и Свешниковым были заложены высокопрофессиональные основы работы коллектива, создан богатейший репертуар, завоёван почётный статус Первого и главного хора государства. Основу репертуара составляла русская народная песня и песни народов СССР. В 1942 году хор был переименован в Государственный академический хор русской песни и в годы Великой Отечественной войны стал подлинным символом русской песенной культуры, выступая перед солдатами на боевых фронтах.
В 1955 году коллективу было присвоено звание «академический», он был вновь переименован в Государственный академический русский хор СССР.

Многие годы хор служил творческой лабораторией для новой советской музыки. Под руководством Свешникова хором впервые были исполнены сочинения Д. Д. Шостаковича: «Десять поэм на слова революционных поэтов», оратория «Песнь о лесах», кантата «Над родиной нашей солнце сияет», Две обработки русских народных песен; Г. В. Свиридова: «Пять хоров на стихи русских поэтов», «Поэма памяти Сергея Есенина» и «Патетическая оратория»; а также произведения В. Шебалина, Ю. Шапорина, Р. Щедрина, Е. Голубева, А. Эшпая, А. Шнитке, Т. Хренникова, Т. Смирновой и других композиторов. Свешников также впервые в советской истории вернул в репертуар русскую духовную музыку в виде, единственно возможном в то время — с использованием иной подтекстовки. Хором под руководством А. В. Свешникова впервые была осуществлена аудиозапись «Всенощного бдения» Рахманинова — вершины русской духовной музыки, надолго преданной забвению в советскую эпоху.

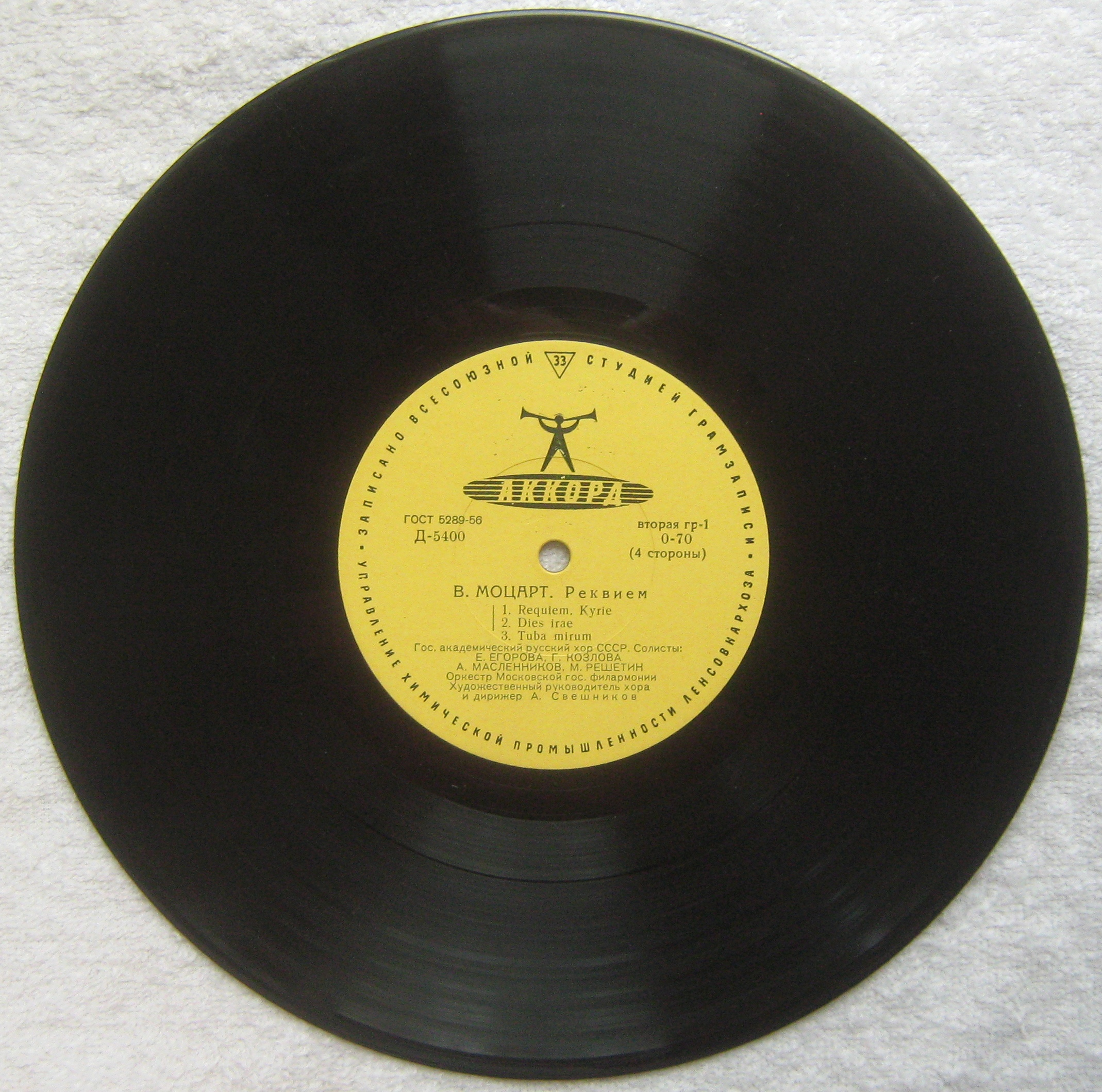
«Реквием» (Моцарт).

В 1971 г. за выдающиеся заслуги в развитии советского музыкального искусства хор был удостоен ордена Трудового Красного Знамени, а его художественному руководителю А. В. Свешникову было присвоено звание Героя Социалистического Труда — первому среди музыкантов-исполнителей.
После кончины Александра Васильевича Свешникова во главе легендарного хора находилась плеяда известных хоровых дирижёров:
- И. Г. Агафонников (худ. рук. в 1980—1987)
- В. Н. Минин (1987—1990)
- Е. С. Тытянко (1991—1995)
- И. И. Раевский (1995—2007)
- Б. Г. Тевлин (2008—2012)
- Е. К. Волков (2012—2020)
- Г. А. Дмитряк (2020—2024)
- Е. Ю. Антоненко (2024—н. в.)[5]

За эти годы был расширен репертуар, в него было включено большое количество крупных произведений кантатно-ораториального жанра, расширились и временные рамки: хором исполнялись произведения доглинкинской эпохи и произведения А. Скрябина, оперы П. Чайковского, Н. Римского-Корсакова, А. Серова, С. Рахманинова, Ж. Бизе и хоровые образцы русских и зарубежных авторов ХХ-XXI вв.: Р. Щедрина, А. Шнитке, А. Флярковского, Б. Тищенко, Р. Леденева, К. Волкова, Р. Бойко, А. Журбина, А. Пахмутовой, О. Мессиана, М. Теодоракиса. Хор принимал участие в значимых государственных проектах и музыкальных торжествах: в праздновании Победы в Великой Отечественной войне, 1000-летия Крещения Руси, праздниках славянской письменности и культуры, Московском Пасхальном фестивале. Коллектив сотрудничал со многими выдающимися дирижёрами, среди них — В. Федосеев, Ю. Симонов, П. Коган, М. Плетнев, В. Юровский, А. Сладковский, А. Рудин, В. Гергиев. Значительное место в работе всегда занимали гастрольные поездки: по России (Санкт-Петербург, Нижний-Новгород, Саратов, Тула, Великий Новгород, Рязань, Касимов, Оренбург, Орск), Европе (Англия, Франция, Латвия, Польша, Греция), также хор побывал в Израиле, Египте, Китае, Японии, КНР, США и других странах.

## Награды
- Орден Трудового Красного Знамени.
- Благодарность Президента Российской Федерации (12 апреля 2011 года) — за большой вклад в развитие отечественной культуры и достигнутые творческие успехи[6].